# Луцій Публілій Цельс
Луцій Публілій Цельс (Lucius Publilius Celsus; ? — 118) — державний та військовий діяч Римської імперії, ординарний консул 113 року, консул-суффект 102 року.

## Життєпис
Походив з роду нобілів Публіліїв. Народився у м. Байї. Про молоді роки мало відомостей. Став другом майбутнього імператора Траяна. У 101–102 роках взяв участь у війні з Децебалом, царем Дакії. У 102 році його призначено консулом-суффектом.
У 113 році став ординарним консулом разом з Гаєм Клодієм Криспіном. Після смерті Траяна у 117 році віддалився від справ. Все ж у 118 році був звинувачений новим імператором Адріаном у змові й незабаром страчений. Причиною цього був значний авторитет Луція Публілія та його вплив на сенат.